# Federazione calcistica del Sudafrica
La Federazione calcistica del Sudafrica (in inglese South African Football Association, acronimo SAFA) è l'organo amministrativo nazionale che controlla lo sport del calcio nel Sudafrica (RSA) ed è membro del CAF. La SAFA è stata fondata nel 1991 ed è la seconda associazione calcistica in Sudafrica ad essere stata nominata South African Football Association ed è anche la seconda federazione calcistica in Sudafrica ad essersi affiliata alla FIFA. L'attuale Federazione calcistica sudafricana, a differenza del suo predecessore, consente una squadra nazionale di razza mista.
La SAFA è stata ammessa alla FIFA nel 1992 e da allora la sua nazionale ha rappresentato il Sudafrica alla Coppa delle Nazioni Africane e al Campionato mondiale di calcio FIFA. Durante il periodo della SAFA come organizzazione calcistica affiliata alla FIFA, il Sudafrica ha anche ospitato diverse edizioni della Coppa COSAFA, della Coppa delle Nazioni Africane 1996 e del Campionato mondiale di calcio FIFA 2010. 
La South African Football Association è responsabile dell'amministrazione delle squadre nazionali sudafricane di calcio (sia maschili che femminili), e della terza divisione e inferiori del Campionato sudafricano di calcio. La Premier Soccer League amministra le prime due divisioni e diverse coppe.

## Storia

### South African Football Association (1892)
La prima South African Football Association fu fondata nel 1892 e divenne affiliata alla FIFA nel 1910. La SAFA del 1892 fu la prima associazione del continente africano ad affiliarsi alla FIFA, ma si ritirò da essa nel 1924, solo nel 1952 ridivenne membro ufficiale.
Nel 1932 fu costituita la South African African Football Association (SAAFA) e un anno dopo seguirono l'esempio la South African Bantu Football Association (SABFA) e la South African Colored Football Association (SACFA). Nel settembre 1951, i tre si fusero per formare la anti-apartheid South African Soccer Federation.
La SAFA avrebbe dovuto partecipare alla neonata Coppa delle nazioni africane 1957, ma non lo fece. I verbali delle riunioni tra la SAFA e le controparti provenienti da Etiopia, Egitto e Sudan sono stati persi in un incendio e quindi la ragione ufficiale della loro assenza è sconosciuta. Fred Fell, rappresentante della SAFA presso la FIFA, dichiarò che la SAFA si ritirò a causa del conflitto nel Canale di Suez. Si vociferava inoltre che fossero stati espulsi dalla competizione a causa della loro posizione favorevole all'apartheid.
Nel novembre 1954, la SASF tentò di unirsi alla FIFA. Nel maggio 1955, la FIFA considerò che la SAFA non rappresentava una vera associazione nazionale perché non controllava tutti i club, anzi, c'erano più club e giocatori con la SASF che con la SAFA; tuttavia la richiesta della SASF fu respinta perché non c'erano giocatori bianchi. Nel 1956, la FIFA scelse quindi di accettare la posizione della SAFA secondo cui la segregazione era "tradizione e costume" in Sud Africa.
La South African Football Association fu rinominata Football Association of South Africa (FASA) nel 1957. L'associazione appena rinominata rimosse anche una clausola dalla sua costituzione escludendo i non-bianchi. Nel suo libro African Soccerscapes, il professor Peter Alegi dice che fu fatto per "creare la percezione di un cambiamento sostanziale pur mantenendo lo status quo".
Nel 1959, la SASF riuscì a far annullare una partita gestita dalla FIFA tra il club brasiliano Portuguesa Santista e il Sudafrica bianco, poiché il club brasiliano accettò di non far partecipare i suoi giocatori neri alla partita. La SASF denunciò il console brasiliano a Città del Capo e il governo brasiliano impedì quindi al club di giocare. 
Al Congresso della FIFA del 1960 a Roma, ci furono richieste dal blocco sovietico e dall'Asia affinché la Federazione Calcistica Sudafricana (SASF) diventasse membro della FIFA al posto della FASA. I bandi furono respinti in quanto gli statuti della FIFA dichiaravano che "un'Associazione nazionale deve essere aperta a tutti coloro che praticano il calcio in quel paese, che sia amatoriale, 'non dilettante' o professionale e senza alcuna discriminazione razziale, religiosa, politica". Per questo nel settembre 1961, la FASA fu sospesa dalla FIFA a causa della loro posizione pro-apartheid e del rifiuto di schierare giocatori non bianchi. Tuttavia nel 1961 il bianco-sudafricano Stanley Rous fu eletto presidente della FIFA. Rous e il cittadino degli Stati Uniti Joseph Maguire sarebbero andati in visita dai funzionari bianchi sudafricani per due settimane, riferendo che non vi era alcuna discriminazione intenzionale all'interno della FASA e sulla base della loro relazione, per questo la FASA fu riammessa alla FIFA nel settembre 1963.
Al Congresso di Tokyo, i membri della CAF fecero pressioni affinché la FASA fosse espulsa, a meno che non fosse eliminata la sua politica dell'apartheid. A sostegno ebbero le associazioni nazionali sovietiche e asiatiche ed ebbero riunioni con la SASF a Durban e il Comitato Olimpico Non-Razziale Sudafricano a Londra. La CAF aveva già espulso il Sudafrica dalla propria confederazione e la richiesta di espulsione dalla FIFA fu trasformata in una sospensione approvata dalla maggioranza delle associazioni al Congresso FIFA del 1964.
Dopo la sospensione, anche il Sudafrica non fu autorizzato a partecipare alle Olimpiadi del 1964 e del 1968 e fu espulso dal movimento olimpico nel 1970. Durante questo periodo Rous fu sospeso per aver reintegrato il Sudafrica reintegrato alla FIFA e alle Olimpiadi. Nel 1973, il candidato presidente della FIFA, il brasiliano João Havelange, ritirò il Brasile dai "Giochi Sudafricani" del 1973 per ottenere il favore delle associazioni nazionali anti-apartheid e batté Rous alle elezioni presidenziali FIFA. Al Congresso FIFA del 16 luglio 1976, a Montreal, la FASA fu formalmente sospesa dalla FIFA. I membri della FIFA votarono per escludere il Sudafrica 78 voti a favore e 9 contro
.

### South African Football Association (1991)
La nuova Federazione calcistica del Sudafrica è stata fondata il 23 marzo 1991, il culmine di un lungo processo di unione, quello di liberare lo sport in Sud Africa da tutte le sue divisioni razziali. 
Una delegazione del SAFA ha ricevuto una standing ovation al congresso della Confédération Africaine de Football (CAF) a Dakar, in Senegal, un mese dopo, dove il Sudafrica ha ricevuto lo status di osservatore. L'adesione del Sudafrica all'organo di governo mondiale FIFA è stata confermata al congresso di Zurigo nel giugno 1992. 
L'adesione alla CAF è seguita automaticamente e il Sudafrica è tornato sulla scena mondiale, ricevendo il diritto di ospitare il Campionato mondiale di calcio 2010.
Nel giro di un mese il paese ha ospitato la sua prima partita internazionale ed il Camerun è venuto a giocare in tre partite per celebrare il processo di unità. Nel settembre 1992, il Sudafrica ha giocato la sua prima partita con il Botswana a livello Under-16 a Lenasia e ad oggi il paese ha inserito una squadra in ciascuna delle competizioni della FIFA e del CAF, dall'Under-17 alla nazionale maggiore, anche la squadra femminile. 
Nello spazio di sei anni, la SAFA ha ottenuto un notevole successo con la qualificazione alla fase finale della Coppa del Mondo in Francia nel 1998, il titolo di campioni africani alla Coppa delle nazioni africane 1996, che il paese ha ospitato, e il secondo posto in Burkina Faso due anni dopo.
A livello Under-20, il Sudafrica si è classificato secondo alla Coppa delle Nazioni Africane Under-20 1997 in Marocco e si è qualificato per giocare al Campionato mondiale di calcio Under-20 nel 1997, nel 2009, nel 2017 e nel 2019. 
A livello di club, gli Orlando Pirates hanno vinto la prestigiosa CAF Champions League nel 1995, il primo club della regione dell'Africa meridionale a vincere il titolo in più di 30 anni di competizioni. I Pirates stavano giocando l'evento per la prima volta e hanno vinto il titolo fuori casa in Costa d'Avorio per amplificare ulteriormente la magnificenza della vittoria.
Il secondo successo in questa competizione da parte di una squadra sudafricana fu dei Mamelodi Sundowns nella CAF Champions League 2016.
Dietro le quinte, la SAFA ha lavorato a lungo e duramente per fornire le strutture atte a portare il calcio a tutti i livelli della comunità sudafricana. Oggi vi sono competizioni nazionali dagli under-12 in su, allenatori qualificati che lavorano in tutto il paese e nove affiliati provinciali, ulteriormente divisi in 52 regioni.

## Comitato Esecutivo
- Presidente: Danny Jordaan
- Vice-Presidente: Lucas Nhlapo
- Vice-Presidente: Elvis Shishana
- Vice-Presidente: Irvin Khoza[5]
- Segretario Generale: Dennis Mumble

## Nazionali
- Under-12 (Tsetse-flies)
- Under-15 (Flying Birds)
- Under-17 (Amajimbos)
- Under-20 (Amajita)
- Under-23 (Amaglug-glug)
- Senior National Team (Bafana Bafana)
- Nazionale di calcio femminile del Sudafrica Under-17
- Nazionale di calcio femminile del Sudafrica Under-20
- Nazionale di calcio femminile del Sudafrica Under-23
- Nazionale di calcio femminile del Sudafrica (Banyana Banyana)

## Regioni e province
Ecco elencate le 9 Province della SAFA divise in 52 Regioni
- SAFA Eastern Cape (Alfred Nzo, Amathole, Cacadu, Chris Hani, Nelson Mandela Bay, OR Tambo, Ukhahlamba)
- SAFA Free State (Fezile Dabi, Lejweleputswa, Motheo, Thabo Mofutsanyana, Xhariep)
- SAFA Gauteng (Ekurhuleni, Johannesburg, Metsweding, Sedibeng, Tshwane, West Rand)
- SAFA KwaZulu-Natal (Amajuba, Ethekwini, iLembe, Sisonke, Ugu, Umgungundlovu, Umkhanyakude, Umzinyathi, Uthukela, Uthungulu, Zululand)
- SAFA Mpumalanga (Ehlanzeni, Gert Sibande, Nkangala)
- SAFA Northern Cape (Frances Baard, Kgalagadi, Namakwa, Pixley-Ka-Seme, Siyanda)
- SAFA Limpopo (Capricorn, Mopani, Sekhukhune, Vhembe, Waterberg)
- SAFA North-West (Bojanala, Bophirima, Central, Southern)
- SAFA Western Cape (Boland, Cape Town, Central Karoo, Eden, Overberg, West Coast)